# Csúcs-hegyi alsó üreg
A Csúcs-hegyi alsó üreg a Tihanyi-félszigeten, a Balaton-felvidéki Nemzeti Park területén található egyik rombarlang.

## Leírás
A Csúcs-hegy csúcsától 120 m-re D–DK-re lévő kis kúpban található a rombarlang. A Csúcs-hegyre D-ről vezető sárga jelzésű turistaösvény elhalad előtte. Kb. 188 m tengerszint feletti magasságban van. A rombarlang egy D-ről Ny felé forduló, ív alakú sziklafolyosó. Hossza 5 m, szélessége 1,5 m és a falak magassága 1,5–2 m. A jelenlegi oldalfalak aláhajlanak, mutatva a hajdani boltozatot. A falak alsó részében több helyen keskeny, mély csatorna látszik. A rekonstruálható barlang mérete a következő lehetett: D-re néző 3–3,5 m hosszú, 1,5 m széles és 50–70 cm magas üreg.
Az egykori barlang feküje bazalttufa. Az oldalfalakat alul lemezes hidrokvarcit, legfelül pedig sejtes hidrokvarcit alkotja. A falakban az öblös oldásnyomok, csatornák jól látszanak. Az emberi felelőtlenség egy kicsi, de kőzethatár-menti kifejlődése miatt különösen érdekes barlangot semmisített meg a tájvédelmi körzetté nyilvánítás után. Jelenlegi állapotában jelentőségét vesztett barlangrom.
1983-ban volt először Csúcs-hegyi alsó üregnek nevezve a rombarlang az irodalmában. Előfordul az üreg az irodalomban Csucs-hegyi alsó üreg (Eszterhás 1983), Csucs-hegyi-alsó-üreg (Eszterhás 1993), Csucs-hegyi-üreg (Eszterhás 1984), Csúcs-hegy alsó ürege (Eszterhás 1987), Csúcs-hegyi-alsó-üreg (Eszterhás 1989) csúcs-hegyi Alsó-üreg (Kordos 1984) és Csúcshegyi alsó üreg (Bertalan 1976) neveken is.

## Kutatástörténet
1960-ban Halász Árpád említette, de még mint barlangot, majd ezt erősítette meg Bertalan Károly (1976). Ezeknek az információknak alapján került be az OKTH barlangkatalógusába. Az 1976-ban befejezett, Magyarország barlangleltára című kéziratban az van írva, hogy Tihanyban, a Csúcs-hegy alatt 100 m-re, palás, mikroréteges, kovás mészkőben van az utólag kioldott üreg. Halász Árpád 1962-ben kutatta. A kézirat barlangra vonatkozó része 1 kézirat alapján lett írva.
1983-ban Eszterhás István azonosította az üreget. Ekkor derült ki, hogy időközben berobbantották, így mennyezete leszakadt és anyagát beépítették az előtte elhaladó turistaútba. A felszakadt barlang alján lévő törmelék és az útba épített kövek anyaga megegyezik a kúp felső régiójának anyagával, míg annak alsó zónájában jól megkülönböztethető, másféle gejzirit van.
Az 1984-ben kiadott, Lista a Bakony barlangjairól című összeállításban Csucs-hegyi-üreg a 4463-as barlangkataszteri területen, a Tihanyi-félszigeten, Tihanyban lévő rombarlang neve. Az üreg posztvulkánikus és meg van bontva. Jelenleg torzó. Az 1984-ben megjelent, Magyarország barlangjai című könyv országos barlanglistájában szerepel a rombarlang csúcs-hegyi Alsó-üreg néven. A listához kapcsolódóan látható a Déli-Bakony, a Balaton-felvidék és a Keszthelyi-hegység barlangjainak földrajzi elhelyezkedését bemutató 1:500 000-es méretarányú térképen a rombarlang földrajzi elhelyezkedése.
Az Eszterhás István által 1989-ben írt, Magyarország nemkarsztos barlangjainak listája című kéziratában az olvasható, hogy a Bakony hegységben, a 4463-as barlangkataszteri területen, Tihanyban lévő Csúcs-hegyi-alsó-üreg egy barlangtorzó, amely gejziritben alakult ki. A barlangtorzó 3 m hosszú és 0,7 m magas. A listában meg van említve az a Magyarországon, nem karsztkőzetben kialakult, létrehozott 220 objektum (203 barlang és 17 mesterséges üreg), amelyek 1989. év végéig váltak ismertté. Magyarországon 40 barlang keletkezett gejziritben. Az összeállítás szerint Kordos László 1984-ben kiadott barlanglistájában fel van sorolva 119 olyan barlang is, amelyek nem karsztkőzetben jöttek létre.
Az Eszterhás István által 1993-ban írt, Magyarország nemkarsztos barlangjainak lajstroma című kézirat szerint a Bakony hegységben, a 4463-as barlangkataszteri területen, Tihanyban lévő Csucs-hegyi-alsó-üreg egy barlangtorzó, amely gejziritben jött létre. A barlangtorzó 3 m hosszú és 0,7 m magas. Az összeállításban fel van sorolva az a Magyarországon, nem karsztkőzetben kialakult, létrehozott 520 objektum (478 barlang és 42 mesterséges üreg), amelyek 1993 végéig ismertté váltak. Magyarországon 40 barlang, illetve mesterségesen létrehozott, barlangnak nevezett üreg alakult ki, lett kialakítva gejziritben. A Bakony hegységben 123 barlang jött létre nem karsztkőzetben. A 2001. november 12-én készült, Magyarország nemkarsztos barlangjainak irodalomjegyzéke című kézirat barlangnévmutatójában szerepel a Csúcs-hegyi-alsó-üreg. A barlangnévmutatóban fel van sorolva 14 irodalmi mű, amelyek foglalkoznak a rombarlanggal.

## További irodalom
- Buckó Emmi: A Tihanyi-félsziget geomorfológiája. In: Bialik István szerk.: Magyarázó a Balaton környéke 1:10.000 építésföldtani térképsorozatához – Tihany. A Magyar Állami Földtani Intézet kiadványa, Budapest, 1970. 47–55., 91. old.
- Eszterhás István: A Tihanyi-félsziget barlangkatasztere. Kézirat, 1984. (A kézirat megtalálható a Magyar Karszt- és Barlangkutató Társulat Adattárában és a KvVM Barlang- és Földtani Osztályon.) (Néhány oldallal és fényképpel bővebb, mint az 1987-es nyomtatott változat.)
- Eszterhás István: A Bakony nemkarsztos barlangjainak genotipusai és kataszteri jegyzéke. Kézirat. Budapest, 1986. Szerződéses munka az Országos Környezet- és Természetvédelmi Hivatalnak.
- Halász Árpád: Tihany félsziget földtörténete. Kézirat, 1960. (A kézirat megtalálható a MÉV Adattárában, Pécs.)